# Zdeněk Brabec
Zdeněk Brabec (Žéňa; * 17. srpna 1946) je český horolezec, bývalý československý reprezentant a účastník velehorských expedic, mistr sportu.

## Výkony a ocenění
- mistr sportu
- 1975: vedoucí zájezdu deseti reprezentantů na Kavkaz, úspěchy v oblasti Bezengi[1]
- 1990–1994: člen revizní komise VV ČHS

### Expedice
- 1970: Hindúkuš
- 1973: Makalu
- 1976: Makalu, ve třetím družstvu (M. Orolin, K. Schubert, Z. Brabec, I. Novák)[2]
- 1984: Mount Everest (Demján, Psotka a šerpa Ang Rita na vrcholu, 1. čs. výstup, Psotka se zřítil při sestupu)[3]